# قاو تشن
قاو تشن (بالصينية: 高晨) (11 أغسطس 1992 - ) هي لاعبة كرة قدم صينية في مركز الدفاع، شاركت في الألعاب الأولمبية الصيفية 2016.

## وصلات خارجية
- قاو تشن على موقع الاتحاد الدولي (مؤرشف)  (الإنجليزية)
- قاو تشن على موقع قاعدة بيانات كرة القدم.إي يو (الإنجليزية)
- قاو تشن على موقع أوليمبيديا (الإنجليزية)
- قاو تشن على موقع اللجنة الأولمبية الصينية (الإنجليزية)